# Fliegenschrank

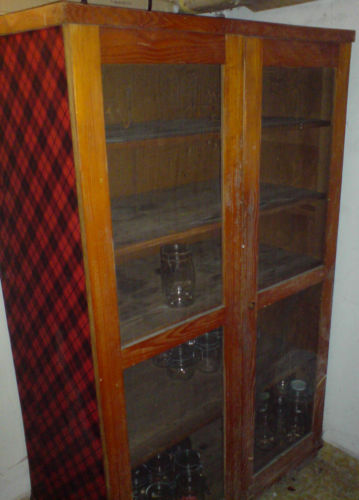
Ein alter Fliegenschrank aus einem Bauernhaus

Ein Fliegenschrank oder Gazeschrank ist ein Schrank zum Aufbewahren von verderblichen Lebensmitteln, in dem sich in den Türen anstatt Glasscheiben engmaschige Fliegengitter (Gaze) aus Draht oder Kunststoffgeflecht befinden. In den Zeiten, als es noch keine Kühlschränke gab, waren sie oft die einzige Möglichkeit, Lebensmittel luftig aufzubewahren, ohne dass die Nahrungsmittel von Fliegen und Maden oder ähnlichem Ungeziefer befallen werden konnten. Daher war fast in jedem Haushalt ein Fliegenschrank vorhanden (häufig in kühlen Kellerräumen), und es gab diese Schränke je nach Bedarf in den verschiedensten Ausführungen und Größen.